# نظریه‌های تضاد
نظریه‌های تضاد (به انگلیسی: Conflict theories) دیدگاه‌هایی در جامعه‌شناسی و روان‌شناسی اجتماعی است که بر تفسیر ماتریالیستی تاریخ، روش دیالکتیکی تحلیل، موضع انتقادی نسبت به نظم اجتماعی موجود و برنامه انقلاب سیاسی یا لااقل اصلاحات تأکید دارد. نظریه‌های تضاد توجه‌ها را به اختلافات قدرت مانند تضاد طبقاتی جلب می‌کند و به‌طور کلی ایدئولوژی‌های غالب تاریخی را در تقابل قرار می‌دهد؛ بنابراین تحلیلی در سطح کلان از جامعه است. از مفاهیم اساسی نظریه تضاد می‌توان به قدرت، استثمار، نزاع، نابرابری و بیگانگی اشاره کرد.
مفروض کلیدی نظریه تضاد آن است که جامعه از گروه‌هایی با منابع متعارض تشکیل شده است. اجبار و تلاش برای به دست آوردن قدرت تنها جنبه همیشه موجود در روابط انسانی است. کسانی که قدرت دارند تلاش می‌کنند تا با گسترش اسطوره‌ها یا در صورت نیاز خشونت، در قدرت باقی بمانند.
کارل مارکس به عنوان پدر نظریه تضاد اجتماعی در نظر گرفته می‌شود که جزئی از چهار الگوی اصلی جامعه‌شناسی است. نظریه‌های خاص تضاد برای برجسته‌سازی جنبه‌های ایدئولوژیک ذاتی اندیشه سنتی است در حالی که بسیاری از این دیدگاه‌ها با هم موازات دارند، نظریه تضاد به یک مکتب فکری واحد اشاره نمی‌کند و نباید با آن، مثلاً مطالعات صلح و تضاد یا هر نظریه خاص دیگری در مورد تضاد اجتماعی اشتباه گرفته شود.

## در جامعه‌شناسی کلاسیک
۱. کارل مارکس (۱۸۱۸–۱۸۸۳) از بین بنیانگذاران کلاسیک علوم اجتماعی، نظریه تضاد معمولاً با نام ایشان مرتبط است. بر اساس نظریه ماتریالیست دیالکتیکی تاریخ، مارکسیسم اظهار داشت که نظام سرمایه‌داری مانند نظام‌های اقتصادی اجتماعی پیشین، بناچار تنش‌های درونی ایجاد می‌کند که منجر به نابودی خود می‌شود. مارکس آغازگر تغییرات بنیادی بود و از انقلاب کارگری و آزادی از طبقات حاکم حمایت می‌کرد. در همان زمان، کارل مارکس می‌دانست بیشتر افرادی که در جوامع سرمایه‌داری زندگی می‌کنند، نمی‌بینند که این نظام چگونه کل عملکرد جامعه را شکل می‌دهد. همان‌طور که افراد مدرن مالکیت خصوصی (و حق انتقال این اموال به فرزندان خود) را امری طبیعی می‌دانند، بسیاری از ثروتمندان جوامع سرمایه‌داری، ثروت خود را محصول تلاش و تحصیل فراوان ولی فقرا را فاقد مهارت و ابتکار می‌دانند. مارکس این نوع تفکر را رد کرد و آن را آگاهی کاذب و سوءاستفاده توسط طبقه حاکم برای مبهم کردن استثمار ذاتی رابطه بین طبقه کارگران و طبقه حاکم نامید. مارکس می‌خواست این آگاهی کاذب را جایگزین چیزی کند که فریدریش انگلس آن را آگاهی طبقاتی می‌نامید یعنی شناخت کارگران از خود به عنوان طبقه‌ای واحد در تقابل با سرمایه‌داران و سرانجام با خود نظام سرمایه‌داری. به‌طور کلی، مارکس می‌خواست کارگران علیه سرمایه‌داران بپاخیزند و نظام سرمایه‌داری را سرنگون کنند.
تاریخ تمام جوامع تاکنون، تاریخ مبارزه طبقاتی است: مالک و بَرده، اغنیا و فقرا (اشراف و توده‌ها)، لُرد و سِرف، ارباب و رعیت، کارفرما و کارگر، در یک‌کلام، ستمگر و ستم‌کش، در تضاد دائمی با یکدیگر: مبارزه‌ای بی‌امان که گاه پنهان است و گاه نهان. مبارزه‌ای که یا به نوسازی انقلابی کل جامعه می‌انجامد یا به نابودی هر دو طبقه متخاصم.
- کارل مارکس و فریدریش انگلس مانیفست کمونیست، ۱۸۴۸.[۱]

در تولیدات اجتماعی موجودیت خود، مردان ناگزیر وارد روابط مشخصی می‌شوند که فارغ از اراده آنها یعنی روابط تولیدی متناسب با یک مرحله معین در توسعه نیروهای مادی تولیدشان. کلیت این روابط تولیدی ساختار اقتصادی جامعه را تشکیل می‌دهد، بنیادی واقعی که روی آن یک روبنای حقوقی و سیاسی پدید می‌آید و با اشکال مشخص آگاهی اجتماعی مطابقت دارد. نحوه تولید زندگی مادی روند کلی زندگی اجتماعی، سیاسی و فکری را شرطی می‌کند. این آگاهی مردان نیست که وجود آنها را تعیین می‌کند بلکه وجود اجتماعی آنها است که آگاهی آنها را تعیین می‌کند. در یک مرحله خاص از توسعه، نیروهای تولیدکننده مادی جامعه با روابط تولیدی موجود در تضاد قرار می‌گیرند یا - این صرفاً بیانگر همان امر از نظر حقوقی است - با روابط املاکی که در چارچوب آن تاکنون فعالیت داشته‌اند. از روابط تکوینی نیروهای مولد، این روابط به بندهای آنها تبدیل و سپس دوره‌ای از انقلاب اجتماعی آغاز می‌شود. تغییرات در بنیاد اقتصادی دیر یا زود منجر به تغییر کل روبنای عظیم می‌گردد.
در مطالعه چنین تحولاتی همیشه لازم است که بین تحول مادی شرایط اقتصادی تولید که می‌توان با دقت علم طبیعی تعیین کرد و اشکال حقوقی، سیاسی، مذهبی، هنری یا فلسفی - به‌طور خلاصه، ایدئولوژیک در که مردان از این تضاد آگاه می‌شوند و با آن مبارزه می‌کنند. همان‌طور که فرد در مورد فردی که دربارهٔ خودش فکر می‌کند قضاوت نمی‌کند بنابراین نمی‌توان با آگاهی آن چنین دوره تحولی را قضاوت کرد ولی برعکس، این آگاهی را باید از تضادهای زندگی مادی، از تعارض موجود توضیح داد. بین نیروهای اجتماعی تولید و روابط تولید. هیچ نظم اجتماعی هرگز از بین نرفته است پیش از اینکه همه نیروهای تولیدی که برای آنها کافی است، توسعه یافته باشند و روابط برتر جدید تولید هرگز جایگزین روابط قدیمی‌تر نمی‌شوند، پیش از اینکه شرایط مادی برای موجودیت آنها در چارچوب جامعه قدیم بالغ شود.
بنابراین بشر به‌طور حتم فقط وظایفی را که قادر به حل آن است برای خود تعیین می‌کند زیرا بررسی دقیق‌تر همیشه نشان می‌دهد که مسئله فقط زمانی به‌وجود می‌آید که شرایط مادی حل آن از پیش وجود داشته باشد یا حداقل در دوره شکل‌گیری باشد. به‌طور کلی، شیوه‌های تولید آسیایی، باستانی، فئودالی و مدرن بورژوایی ممکن است به عنوان دوره‌هایی مشخص شود که پیشرفت در توسعه اقتصادی جامعه را نشان می‌دهد. شیوه تولید بورژوازی آخرین شکل متضاد فرایند اجتماعی تولید است - نه خصمانه به معنای خصومت فردی بلکه یک خصومت که از شرایط اجتماعی وجودی افراد سرچشمه می‌گیرد - ولی نیروهای مولدی که در جامعه بورژوازی در حال توسعه هستند نیز شرایط مادی برای حل این تضاد ایجاد می‌کنند. بر این اساس پیش از تاریخ جامعه بشری با این شکل‌گیری اجتماعی بسته می‌شود.
- کارل مارکس: مقدمه‌ای بر نقد اقتصاد سیاسی، ۱۸۵۹.[۲]

۲. لودویگ گمپلوویچ (۱۸۳۸–۱۹۰۹) جامعه‌شناس و نظریه‌پرداز سیاسی لهستانی - اتریشی، از بنیانگذاران نظریه توضیحات در کتاب «رئوس مطالب جامعه‌شناسی»، (۱۸۸۴) توصیف می‌کند که چگونه تمدن توسط تضاد بین فرهنگ‌ها و گروه‌های قومی شکل گرفته است. گمپلوویچ این نظریه را مطرح کرد که جوامع بزرگ و پیچیده انسانی از جنگ و فتح تکامل یافته‌اند. برنده جنگ، بازندگان را به بردگی می‌کشید. سرانجام یک نظام پیچیده کاست توسعه می‌یابد. [3] هوروویتس می‌گوید گمپلوویچ تضاد را به تمام اشکال آن درک می‌کند: «تضاد طبقاتی، تضاد نژادی و تضاد قومی» و او را یکی از پدران نظریه تضاد می‌نامد.
آنچه در هند، بابل، مصر، یونان و روم رخ داده است ممکن است زمانی در اروپای مدرن اتفاق بیفتد. تمدن اروپا ممکن است نابود شود زیرا توسط قبایل وحشی طغیان شده است ولی اگر کسی باورمند باشد که ما از چنین فاجعه‌هایی در امان هستیم، او ممکن است دچار توهم کاملاً خوش‌بینانه شده باشد. هیچ قبیله وحشی در همسایگی ما وجود ندارد که اطمینان حاصل کند - ولی اجازه ندهید کسی فریب بخورد، غریزه آنها در میان مردم کشورهای اروپایی نهفته است.
- گمپلوویچ، (۱۸۸۴)[۵]

۳. لستر فرانک وارد (۱۸۴۱–۱۹۱۳) جامعه‌شناس و دیرین‌شناس آمریکایی گرچه نظرش را به‌طور مستقل از گمپلوویچ توسعه داد ولی نظرهای آنان نقاط مشترک بسیاری داشت و از دیدگاه جامع انسان‌شناختی و تکاملی به تضاد می‌پرداختند یعنی برخلاف تمرکز کاملاً انحصاری مارکس بر عوامل اقتصادی.
وارد مستقیماً به فلسفه رهایش کن طبقه بازرگانی نخبه که از طرف فیلسوف اجتماعی بسیار محبوب هربرت اسپنسر مورد حمایت قرار گرفته، حمله و تلاش کرد تا آن را به‌طور منظم رد کند. (وارد: جامعه‌شناسی پویا، ۱۸۸۳) یک تز گسترده در مورد چگونگی کاهش منازعات و رقابت در جامعه و در نتیجه بهینه‌سازی پیشرفت بشر بود. وارد در ابتدایی‌ترین سطح، طبیعت انسانی را بین خودبزرگ‌بینی و نوع‌دوستی، بین احساسات و عقل و بین زن و مرد به‌شدت در تضاد می‌دید. سپس این تضادها در جامعه منعکس می‌شود و وارد تصور می‌کند «یک مبارزه دائمی و شدید» در میان «نیروهای اجتماعی» مختلفی شکل گرفته است که تمدن را شکل داده است. وارد خوش‌بینانه‌تر از مارکس و گمپلوویچ و باورمند بود که ساخت و اصلاح ساختارهای اجتماعی موجود با کمک تحلیل جامعه‌شناختی امکان‌پذیر است.
۳. امیل دورکیم (۱۸۵۷–۱۹۱۷) جامعه را به عنوان یک ارگانیسم فعال در نظر می‌گرفت. کارکردگرایی ساختاری مربوط به «تلاش برای محاسبه هرچه دقیق‌تر هر ویژگی، عرف یا رویه، تأثیر آن بر کارکرد یک نظام منسجم ظاهراً پایدار است»، شکل اصلی تضاد اجتماعی که دورکیم به آن پرداخت، جرم بود. دورکیم جرم را «عاملی در سلامت عمومی، بخشی جدایی‌ناپذیر از همه جوامع سالم» می‌دانست. آگاهی جمعی برخی اعمال را «جنایتکارانه» تعریف می‌کند؛ بنابراین جرم در تکامل اخلاق و قانون نقش دارد: «[این] یعنی نه تنها راه برای تغییرات ضروری باز است بلکه در موارد خاص مستقیماً این تغییرات را آماده می‌سازد.»
۵. رویکرد ماکس وبر (۱۹۲۰–۱۸۶۴) با مارکس در تضاد است. در حالی که مارکس بر نحوه تاثیرپذیری رفتار فردی توسط ساختار اجتماعی متمرکز بود، وبر بر اهمیت «کنش اجتماعی» یعنی توانایی افراد در اثرگذاری بر مناسبات اجتماعی خود تأکید کرد.

## رویکردهای مدرن
۱. سی. رایت میلز را بنیانگذار «نظریه تضاد مدرن» می‌دانند. از نظر میلز، ساختارهای اجتماعی از طریق تضاد بین افراد با علایق و منابع متفاوت ایجاد می‌شود. افراد و منابع به نوبه خود تحت تأثیر این ساختارها و تحت تأثیر «توزیع نابرابر قدرت و منابع در جامعه» قرار می‌گیرند. نخبگان قدرت جامعه آمریکا، (یعنی مجموعه نظامی - صنعتی) "از ادغام نخبگان شرکتی، پنتاگون و قوه مجریه دولت. "میلز استدلال کرد که منافع این نخبگان با منافع مردم مخالف است. وی این نظریه را مطرح کرد که سیاست‌های نخبگان قدرت منجر به "تشدید تضادها، تولید سلاح‌های کشتار جمعی و احتمالاً نابودی نسل بشر می‌شود".
۲. جین شارپ (۱۹۲۸–۲۰۱۸) استاد برجسته علوم سیاسی در دانشگاه ماساچوست دارتموت بود. وی به خاطر نوشته‌های گسترده‌اش در مورد مبارزه بدون خشونت مشهور است که بر بسیاری از جنبش‌های مقاومت ضددولتی در سراسر جهان تأثیر گذاشته است. وی در سال ۱۹۸۳ مؤسسه آلبرت انیشتین را تأسیس کرد سازمانی غیرانتفاعی که به مطالعات و ترویج استفاده از اقدامات غیرخشونت‌آمیز در درگیری‌ها در سراسر جهان اختصاص دارد. موضوع اصلی سخن شارپ این است که قدرت یکپارچه نیست یعنی از برخی کیفیت‌های ذاتی کسانی که در قدرت هستند ناشی نمی‌شود. از نظر شارپ، قدرت سیاسی، قدرت هر دولت - صرف‌نظر از سازمان ساختاری خاص آن - سرانجام از رعیت دولت ناشی می‌شود. اعتقاد اساسی او این است که هر ساختار قدرت متکی به اطاعت رعایا از دستورهای حاکم یا حاکمان است. اگر رعایا اطاعت نکنند، رهبران هیچ قدرتی ندارند. شارپ را «ماکیاولی ضدخشونت» و «کلاوزویتس مبارزه بدون خشونت» نامیده‌اند. آثار شارپ اثر قابل ملاحظه‌ای بر سازمان‌های مقاومت در سراسر جهان گذاشته است. جنبش‌های اعتراضی اخیر بسیار به اندیشه‌های وی متکی بود: جنبشی که رئیس‌جمهوری حسنی مبارک را در مصر را سرنگون کرد و همچنین جنبش جوانان در تونس و جنبش‌های پیشین در انقلاب‌های رنگی اروپای شرقی که پیشتر از کارهای شارپ الهام گرفته بود.
۳. آلن سیرز، جامعه‌شناس کانادایی در کتاب «یک کتاب خوب در نظریه: راهنمای تفکر نظری» (۲۰۰۸):
- جوامع به‌جای تولید نظم و اجماع، با نابرابری تعریف می‌شوند که تضاد ایجاد می‌کند. این تضاد مبتنی بر نابرابری تنها از طریق تحول اساسی در روابط موجود در جامعه قابل غلبه است و مولد روابط اجتماعی جدید iست.
- محرومان دارای منافع ساختاری مغایر با «وضع موجود» هستند که با فرض اینکه منجر به تحولات اجتماعی شود، منافع موجود در آن وجود دارد؛ بنابراین، آنها به‌جای عواملی به عنوان عوامل تغییر در نظر گرفته می‌شوند که باید نسبت به آنها احساس همدردی کرد.
- پتانسیل انسانی (به عنوان نمونه ظرفیت خلاقیت) توسط شرایط استثمار و ستم سرکوب می‌شود که در هر جامعه با تقسیم کار نابرابر ضروری است. این ویژگی‌ها لزوماً نباید به دلیل نیازهای به اصطلاح «فرایند تمدن» یا «ضرورت کارکردی» متوقف شوند: در واقع خلاقیت موتور توسعه و تغییر اقتصادی است.
- نقش نظریه به‌جای حفظ ساختار قدرت، در تحقق توانایی‌های انسانی و تحول جامعه است. هدف مخالف نظریه می‌تواند عینیت و جدا شدن مرتبط با پوزیتیویسم باشد، جایی که نظریه ابزاری توضیحی بی‌طرف است.
- اجماع یک حسن تعبیر برای ایدئولوژی است. اجماع واقعی حاصل نشده است بلکه افراد قدرتمندتر در جوامع می‌توانند برداشت‌های خود را به دیگران تحمیل کنند و از آنها بخواهند گفتمان‌های خود را بپذیرند. اجماع نظم اجتماعی را حفظ نمی‌کند، طبقه‌بندی را ریشه می‌زند، ابزاری از نظم اجتماعی کنونی.
- دولت در حالی که ادعا می‌کند منافع همه را نمایندگی می‌کند ولی تنها منافع خاص قدرتمندترین افراد را تأمین می‌کند. نمایندگی از گروه‌های محروم در روندهای دولت ممکن است مفهوم مشارکت کامل را پرورش دهد ولی این یک توهم / ایدئولوژی است.
- نابرابری در سطح جهانی با توسعه‌نیافتگی هدفمند کشورهای جهان سوم، چه در زمان استعمار و چه پس از استقلال ملی آشکار می‌شود. نظام جهانی (به عنوان مثال، آژانس‌های توسعه مانند بانک جهانی و صندوق بین‌المللی پول) از طریق اقدامات اقتصادی، سیاسی و نظامی به‌جای قدرتمندترین کشورها، از قدرتمندترین کشورها و شرکت‌های چندملیتی سود می‌برند.

گرچه سیرز رویکرد نظریه تضاد را با مارکسیسم پیوند می‌دهد ولی وی استدلال می‌کند که این پایه و اساس بسیاری از «نظریه‌های آزادی‌خواهانه فمینیستی، پست‌مدرنیسم، ضدنژادگرایی و همجنسگرایان لزبین یا آزادی گی» است.
نظریه تضاد سه فرض دارد:
1. انسان‌ها علاقه شخصی دارند.
2. جوامع همیشه با وجود کمبود منابع فعالیت می‌کنند.
3. تضاد «در» و «بین» گروه‌های اجتماعی فراگیر و اجتناب‌ناپذیر است.

## انواع
نظریه تضاد معمولاً با مارکسیسم در ارتباط است ولی به عنوان واکنشی به کارکردگرایی و روش اثبات‌گرایی، ممکن است با چندین دیدگاه دیگر نیز همراه باشد، از جمله:
- نظریه انتقادی
- نظریه فمینیست: رویکردی که برابری سیاسی، اجتماعی و اقتصادی زنان را نسبت به مردان به رسمیت می‌شناسد.
- نظریه پست‌مدرنیسم: رویکردی انتقادی از مدرنیسم، با بی‌اعتمادی به نظریه‌های بزرگ و ایدئولوژی‌ها.[۲۱]
- نظریه پساساختارگرایی
- نظریه پسااستعمارگرایی
- نظریه کوئیر: یافته‌های پژوهش‌های در حال رشد که تعصب دگرجنس‌گرایان را در جامعه غربی به چالش می‌کشد.[۲۲]
- نظریه نظام‌های جهانی
- نظریه انتقادی نژاد: دیدگاهی که بر نابرابری و تضاد بین افراد از طبقات مختلف نژادی و قومی متمرکز است.[۲۳]
- رئالیسم انتقادی (فلسفه علوم اجتماعی)

## انتقاد
نظریه تضاد به سبب سیاسی بودن بیش از حد، به سبب ارتباط با مارکس و استفاده گسترده از طرف مدافعان جنبش‌های متعدد مورد انتقاد قرار گرفته است. منتقدان همچنین استدلال می‌کنند که این وحدت در جامعه را کم‌اهمیت جلوه می‌دهد در حالی که نگاه منفی به جامعه به عنوان جامعه‌ای مملو از تضاد، تنش و زور می‌بیند.